# Casa al carrer Barcelona, 30 (Granollers)
La Casa al carrer Barcelona, 30 és una obra renaixentista de Granollers (Vallès Oriental) inclosa a l'Inventari del Patrimoni Arquitectònic de Catalunya.

## Descripció
Casa entre parets mitgeres. La façana és de pedra vista i a ella s'hi poden apreciar les tres plantes. Un portal d'arc rebaixat amb dovelles, ens dona l'accés a l'edifici.
El balcó al primer, pis amb llinda d'una peça formant un arc pla, i un guardapols en forma de frontó. Al segon, la petita finestra té un arc molt rebaixant fet amb petites dovelles de maó. Al costat de la porta principal, una antiga finestra fou convertida en portal. Al balcó hi ha la inscripció «1603».

## Història
Aquesta casa pertany a la xarxa de construccions fora de la ciutat, bastides a partir del segle xvi com a resultat del gran desenvolupament econòmic del poble. El carrer Barcelona, juntament amb el carrer de Corró, constituïa. L'eix principal de la ciutat.